# إكي إيكمير
إكي إيكمير هي إحدى القرى شبه الحضرية التابعة لمنطقة ماسة بإقليم اشتوكة أيت باها بجهة سوس ماسة بالمغرب. لغة سكانها تاشلحيت وكلهم مسلمون.

## الجغرافية
تقع على الضفة الشرقية لوادي ماسة.
- الإحداثيات:

## طالع كذلك
- ماسة (المغرب).